# Kevin Stacom
Kevin Stacom (Nova Iorque, 4 de setembro de 1951) é um ex-jogador de basquete norte-americano que foi campeão da Temporada da NBA de 1975-76 jogando pelo Boston Celtics.